# The Lady Lies

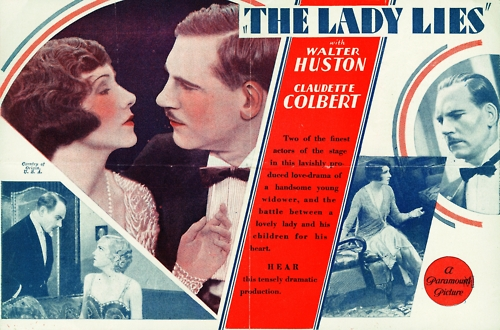
Poster Lady Lies

Pour plus de détails, voir Fiche technique et Distribution.
The Lady Lies est un film américain réalisé par Hobart Henley et sorti en 1929.

## Synopsis
Jo et Bob Rossiter, les enfants d'un veuf qui a une liaison avec une jolie vendeuse, tentent d'intervenir lorsque leur tante et leur oncle, indiquent que la fille est en dessous du statut social de la famille, et donc indésirable.

## Fiche technique
- Réalisation : Hobart Henley
- Scénario : John Meehan (en)[1]
- Adaptation :  Garrett Fort
- Producteur : Walter Wanger
- Photographie : William O. Steiner
- Montage : Helene Turner
- Genre : Drame et romance
- Production : Paramount Pictures
- durée : 75 minutes
- Date de sortie : 21 septembre 1929

## Distribution
- Walter Huston : Robert Rossiter
- Claudette Colbert : Joyce Roamer
- Charles Ruggles : Charlie Tayler
- Tom Brown : Bob Rossiter
- Betty Garde : Hilda Pearson
- Jean Dixon  : Ann Gardner
- Duncan Penwarden : Henry Tuttle
- Virginia True Boardman : Amelia Tuttle